# Segona categoria del Campionat de Catalunya de futbol 1914-1915
Resultats de la lliga de Segona categoria del Campionat de Catalunya de futbol 1914-1915.

## Sistema de competició
La competició, anomenada Segona Categoria, va ser disputada en tres grups, dos grups de Barcelona i un de comarques, amb clubs del Vallès, Maresme, Baix Llobregat i Badalona. Hi ha haver competicions de primers, segons, tercers i quarts equips.

## Primera fase
Es disputà el campionat de segona categoria amb la participació dels següents clubs:
- Primer grup: CE Europa, FC Martinenc, Centre de Sports Martinenc, CE Júpiter, FC Andreuenc i FC Stadium.
- Segon grup: New Catalònia FBC, Atlètic Sporting Club, FC Barcino, Gladiator SC, Tibidabo i Sarrià SC.
- Grup de comarques: FC Terrassa, Atlètic FC de Sabadell, Bétulo FC de Badalona, Sbart de Vilassar de Dalt, Mataró FC, Iluro SC de Mataró, CD Colònia Sedó i FC Colònia Güell.

Els tres campions foren CE Europa, New Catalònia FBC i Atlètic FC de Sabadell.

## Fase final
| Pos | Equip                      | PJ | PG | PE | PP | GF | GC | DG | Pts | Classificació |
| --- | -------------------------- | -- | -- | -- | -- | -- | -- | -- | --- | ------------- |
| 1   | Atlètic de Sabadell (C, P) | 2  | 2  | 0  | 0  | 7  | 0  | +7 | 4   | Campió        |
| 2   | New Catalònia FC           | 2  | 1  | 0  | 1  | 2  | 5  | −3 | 2   |               |
| 3   | CE Europa                  | 2  | 0  | 0  | 2  | 1  | 5  | −4 | 0   |               |

| Jornada | Data           | Camp               | Local - Visitant           | Resultat |
| ------- | -------------- | ------------------ | -------------------------- | -------- |
| 1       | 20 juny 1915   | camp del Terrassa  | New-Catalònia - Europa     | 2-1      |
| 2       | 27 juny 1915   | camp de l'Espanyol | New Catalònia - Atlètic FC | 1-1      |
| 2       | 4 juliol 1915  | camp del Barcelona | New Catalònia - Atlètic FC | 0-4      |
| 3       | 11 juliol 1915 | camp de l'Espanyol | Europa - Atlètic FC        | 0-3      |
|         |                |                    |                            |          |

L'Atlètic FC de Sabadell es proclamà campió i aconseguí l'ascens de categoria.